# Nayab Singh Saini

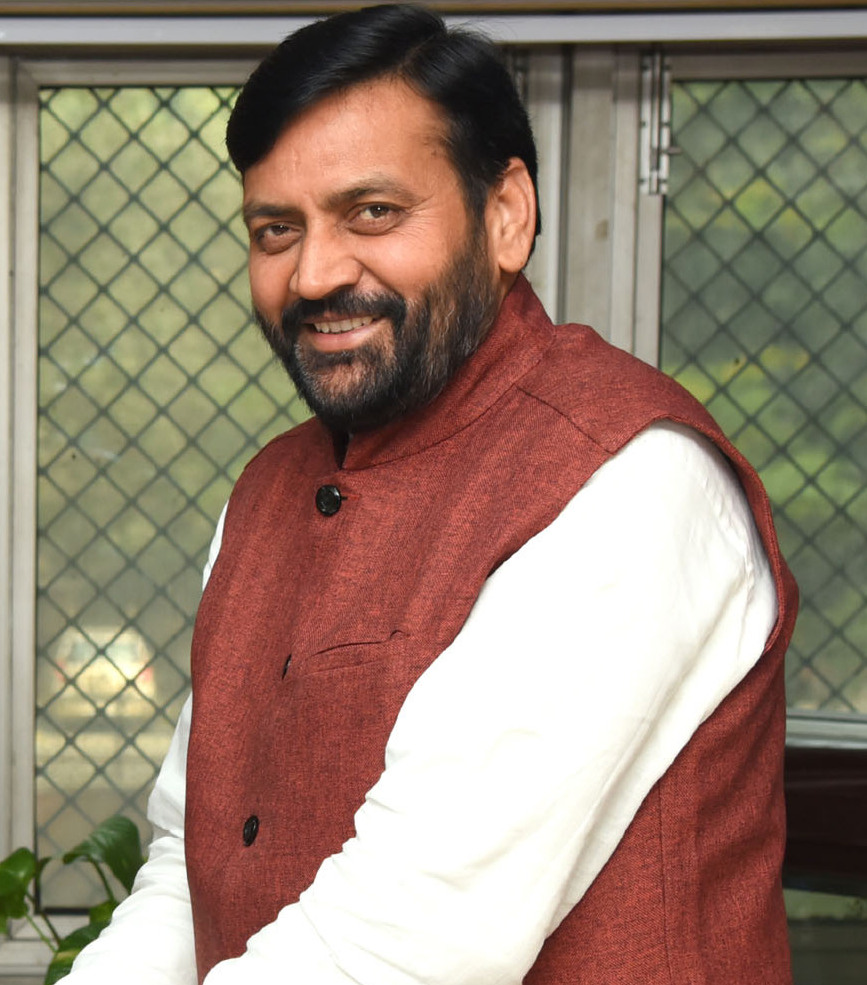
Nayab Singh Saini (2018)

Nayab Singh Saini (Hindi नायब सिंह सैनी, * 25. Januar 1970 im Dorf Mizapur Majra, Distrikt Ambala, Haryana, Indien) ist ein indischer Politiker. Seit dem 12. März 2024 ist er Chief Minister des indischen Bundesstaats Haryana.

## Biografie
Nayab Singh Saini wurde im Nordosten von Haryana als Sohn von Telu Ram und Kulwant Kaur geboren. Seine Familie gehört der Saini-Kaste an, die zu den Other Backward Classes (OBC, staatlich anerkannte „andere gesellschaftlich benachteiligte Bevölkerungsgruppen“) zählt und in Haryana zahlenmäßig stark vertreten ist. Er besuchte die B R Ambedkar Bihar University in Muzaffarpur (Bihar) und die Chaudhary Charan Singh University in Meerut (Uttar Pradesh), wo er einen Abschluss in Rechtswissenschaften erlangte (LLB).
Seit 1996 war Singh Saini in der Bharatiya Janata Party (BJP) politisch aktiv und stieg allmählich in ihren Rängen auf. 2005 wurde er Vorsitzender der Bharatiya Janata Yuva Morcha (BJYM), der Jugendorganisation der BJP, im Distrikt Ambala und später auch Generalsekretär der Kisan Morcha, des Bauernverbands der BJP in Haryana, sowie 2012 BJP-Vorsitzender im Distrikt Ambala.
Bei der Wahl zum Parlament von Haryana 2009 kandidierte er als BJP-Kandidat im Wahlkreis Naraingarh, unterlag jedoch seinem Gegenkandidaten von der Kongresspartei. Bei der folgenden Wahl in Haryana 2014 gewann er den Wahlkreis und wurde Minister in der anschließend gebildeten BJP-Regierung unter Manohar Lal Khattar. Bei der gesamtindischen Parlamentswahl 2019 gewann er den Lok-Sabha-Wahlkreis Kurukshetra und er war anschließend Abgeordneter im indischen Parlament. Ab Oktober 2023 war er BJP-Parteivorsitzender in Haryana und folgte in dieser Funktion Om Prakash Dhankar nach, der zum Generalsekretär der gesamtindischen BJP ernannt worden war. Da in ganz Indien zeitgleich viele Angehörige der OBC in leitende BJP-Parteipositionen berufen wurden, wurde Singh Sainis Ernennung von Kommentatoren als Versuch der BJP-Führung gesehen, vermehrt um die Stimmen der OBC zu werben.
Im Vorfeld der gesamtindischen Parlamentswahl 2024 kam es zu Spannungen in der BJP-geführten Koalitionsregierung in Haryana. Die BJP und ihr Koalitionspartner Jannayak Janta Party (JJP) konnten sich nicht auf gemeinsame Kandidaten in den zehn Lok-Sabha-Wahlkreisen Haryanas einigen. Am 12. März 2024 trat deswegen Manohar Lal Khattar als Chief Minister zurück und noch am selben Tag wurde Nayab Singh Saini, der im Wahlkreis Ladwa gewählt worden war, durch den Gouverneur zu seinem Nachfolger ernannt. Die neue Regierung unter Singh Saini wurde durch mehrere unabhängige Abgeordnete und JJP-Dissidenten unterstützt.
Die Parlamentswahl in Haryana am 5. Oktober 2024 gewann die BJP mit 48 von 90 Wahlkreismandaten. Am 17. Oktober 2024 wurde Singh Saini zum zweiten Mal als Chief Minister von Haryana vereidigt.

## Privates
Nayab Singh Saini ist verheiratet und hat mit seiner Frau Suman einen Sohn und eine Tochter.